# Kemaman
Kemaman (zwane również Chukai) – miasto w Malezji w stanie Terengganu. W 2000 roku liczyło 63 159 mieszkańców.